# Эрцберг
Эрцберг — гора и железный рудник в Штирии в горном массиве Айзенэрцские Альпы и является единственным крупным месторождением в Австрии. Руда (преимущественно сидерит) добывается здесь по меньшей мере с XI века открытым способом. Металл Эрцберга использует такая крупная сталелитейная компания как Voestalpine.
Высота горы до начала выработки составляла 1532 м.